# Associazione Sportiva Ischia Isolaverde 1990-1991
Questa voce raccoglie le informazioni riguardanti l'Ischia Isolaverde nelle competizioni ufficiali della stagione 1990-1991.

## Stagione
Nel 1990-1991 l'Ischia Isolaverde disputò il suo quinto campionato di Serie C2, classificandosi al 1º posto, vincendo per la prima volta questo torneo e ottenendo la seconda promozione in Serie C1 della sua storia. La campagna acquisti vide arrivare sull'isola De Carolis, Tommasino, Luca Gonano dalla Salernitana a fare coppia in attacco con Fabrizio Fabris, Massimiliano D'Urso e il portiere Guido Nanni. Questo fu anche l'anno della ribalta per Giovanni Martusciello, che chiuse il suo primo campionato da titolare con 32 presenze e tre reti. Sotto la guida tecnica di Pierino Cucchi, l'Ischia riuscì a spuntarla sull'Acireale, dopo un testa a testa concluso solo alla penultima giornata, dopo aver battuto in casa il Kroton (4-0), condannandolo alla retrocessione. In questa stagione i gialloblu ischitani chiusero da imbattuti nelle gare casalinghe, con appena due reti incassate.

## Divise e sponsor
In questa stagione l'Ischia porta sulle maglie lo slogan "Ischia conta su di te", coniato dal presidente Bruno Basentini per il lancio della stagione sportiva e della campagna abbonamenti.

## Organigramma societario
Area direttiva
- Presidente: Bruno Basentini
- General manager: Enrico Scotti

Area organizzativa
- Segretario generale: Giuseppe Mollo

Area tecnica
- Allenatore: Piero Cucchi
- Massaggiatore: Adolfo Crispi

## Rosa
| N. |                   | Ruolo | Calciatore                       |
| -- | ----------------- | ----- | -------------------------------- |
|    | Italia (bandiera) | P     | Marco Morrone                    |
|    | Italia (bandiera) | P     | Guido Nanni                      |
|    | Italia (bandiera) | D     | Maurizio Capone                  |
|    | Italia (bandiera) | D     | Angelo Cracchiolo                |
|    | Italia (bandiera) | D     | Clemente De Siato                |
|    | Italia (bandiera) | D     | Massimiliano D'Urso              |
|    | Italia (bandiera) | D     | Francesco Impagliazzo (capitano) |
|    | Italia (bandiera) | D     | Andrea Veronici                  |
|    | Italia (bandiera) | C     | Massimo Andreotti                |
|    | Italia (bandiera) | C     | Marco Ferrari                    |

| N. |                   | Ruolo | Calciatore            |
| -- | ----------------- | ----- | --------------------- |
|    | Italia (bandiera) | C     | Mario Giua            |
|    | Italia (bandiera) | C     | Giovanni Martusciello |
|    | Italia (bandiera) | C     | Giuseppe Monti        |
|    | Italia (bandiera) | C     | Salvatore Russo       |
|    | Italia (bandiera) | C     | Michele Tomasino      |
|    | Italia (bandiera) | C     | Enrico Turcheschi     |
|    | Italia (bandiera) | A     | Tommaso De Carolis    |
|    | Italia (bandiera) | A     | Fabrizio Fabris       |
|    | Italia (bandiera) | A     | Luca Gonano           |
|    | Italia (bandiera) | A     | Antonello Liucci      |

## Serie C2

### Girone di andata
| Arbitro: | Ciambotti (Empoli) |

|                 |           |           |
| Agostinelli 42’ | Marcatori | 85’ Russo |

| Ischia 23 settembre 1990, ore 16:00 CEST 2ª giornata | Ischia Isolaverde | 0 – 0 | Vigor Lamezia | Stadio Vincenzo Mazzella\| Arbitro: \| Santoruvo \| |
| Arbitro:                                             | Santoruvo         |       |               |                                                     |

| Arbitro: | Minotti |

|             |           |  |
| Docente 26’ | Marcatori |  |

| Arbitro: | Rizzo (Catania) |

|                           |           |  |
| Capone 48’ De Carolis 51’ | Marcatori |  |

| Arbitro: | Zucchini |

|  |           |                            |
|  | Marcatori | 2’ Martusciello 13’ Fabris |

| Arbitro: | Di Filippo (Chieti) |

|           |           |  |
| Monti 84’ | Marcatori |  |

| Arbitro: | Baglieri (Tivoli) |

|                                               |           |  |
| Coradazzo 41’, 65’ 59’ Fida (r), Gautieri 67’ | Marcatori |  |

| Arbitro: | Scarfò (Reggio Calabria) |

|            |           |  |
| Liucci 83’ | Marcatori |  |

| Arbitro: | Morgillo (Potenza) |

|  |           |                |
|  | Marcatori | 71’ De Carolis |

| Arbitro: | Giove (Bari) |

|                   |           |  |
| 63’ Comiato (aut) | Marcatori |  |

| Cava de' Tirreni 2 dicembre 1990, ore 14:30 CEST 11ª giornata | Pro Cavese | 0 – 0 | Ischia Isolaverde | Stadio Antonio Desiderio\| Arbitro: \| Siciliano \| |
| Arbitro:                                                      | Siciliano  |       |                   |                                                     |

| Arbitro: | Borriello (Mantova) |

|                                  |           |  |
| Martusciello 17’ Impagliazzo 36’ | Marcatori |  |

| Arbitro: | Bizzotto (Castelfranco Veneto) |

|                         |           |              |
| 26’ Martusciello (aut.) | Marcatori | 75’ Giua (r) |

| Ischia 30 dicembre 1990, ore 14:30 CEST 14ª giornata | Ischia Isolaverde | 0 – 0 | Castel di Sangro | Stadio Vincenzo Mazzella\| Arbitro: \| Vasquez \| |
| Arbitro:                                             | Vasquez           |       |                  |                                                   |

| Arbitro: | Bizzotto (Castelfranco Veneto) |

|            |           |             |
| Liucci 49’ | Marcatori | 44’ Collaro |

| Arbitro: | D'Agostini (Roma) |

|              |           |            |
| Intrieri 70’ | Marcatori | 71’ Liucci |

| Ischia 20 gennaio 1991, ore 14:30 CEST 17ª giornata | Ischia Isolaverde       | 0 – 0 | Atletico Leonzio | Stadio Vincenzo Mazzella (580 spett.)\| Arbitro: \| Della Pietra (Tolmezzo) \| |
| Arbitro:                                            | Della Pietra (Tolmezzo) |       |                  |                                                                                |

### Girone di ritorno
| Ischia 3 febbraio 1991, ore 14:30 CEST 18ª giornata | Ischia Isolaverde  | 0 – 0 | Lodigiani | Stadio Vincenzo Mazzella\| Arbitro: \| Bolognino (Milano) \| |
| Arbitro:                                            | Bolognino (Milano) |       |           |                                                              |

| Lamezia Terme 10 febbraio 1991, ore 14:30 CEST 19ª giornata | Vigor Lamezia | 0 – 0 | Ischia Isolaverde | Stadio Guido D'Ippolito\| Arbitro: \| Siciliano \| |
| Arbitro:                                                    | Siciliano     |       |                   |                                                    |

| Arbitro: | Branzoni (Pavia) |

|                       |           |  |
| Fabris 71’ Liucci 83’ | Marcatori |  |

| Arbitro: | Zucchini |

|            |           |  |
| Baroni 75’ | Marcatori |  |

| Arbitro: | Pola (Rovereto) |

|            |           |  |
| Fabris 12’ | Marcatori |  |

| Enna 17 marzo 1991, ore 14:30 CEST 23ª giornata | Enna              | 0 – 0 | Ischia Isolaverde | Stadio Generale Gaeta\| Arbitro: \| Collina (Bologna) \| |
| Arbitro:                                        | Collina (Bologna) |       |                   |                                                          |

| Arbitro: | Brasca (Busto Arsizio) |

|                |           |  |
| De Carolis 89’ | Marcatori |  |

| Arbitro: | Colbertaldo |

|  |           |            |
|  | Marcatori | 64’ D'Urso |

| Arbitro: | Coppola (Firenze) |

|                           |           |  |
| De Carolis 57’ Fabris 78’ | Marcatori |  |

| Arbitro: | Mangerini |

|             |           |              |
| Uscidda 68’ | Marcatori | 85’ Tomasino |

| Arbitro: | Gronda (Genova) |

|              |           |  |
| Tomasino 45’ | Marcatori |  |

| Potenza 5 maggio 1991, ore 16:00 CEST 29ª giornata | Potenza             | 0 – 0 | Ischia Isolaverde | Stadio Alfredo Viviani\| Arbitro: \| Franceschini (Bari) \| |
| Arbitro:                                           | Franceschini (Bari) |       |                   |                                                             |

| Arbitro: | Di Filippo (Chieti) |

|                               |           |  |
| Impagliazzo 18’ Andreotti 34’ | Marcatori |  |

| Castel di Sangro 19 maggio 1991, ore 16:00 CEST 31ª giornata | Castel di Sangro | 0 – 0 | Ischia Isolaverde | Stadio Teofilo Patini\| Arbitro: \| Repace (Perugia) \| |
| Arbitro:                                                     | Repace (Perugia) |       |                   |                                                         |

| Arbitro: | Fiori (Ravenna) |

|                           |           |  |
| Pecchi 69’ D'Agostino 70’ | Marcatori |  |

| Arbitro: | Bonfrisco (Monza) |

|                                               |           |  |
| Fabris 24’, 43’ 34’ Tomasino, 36’ De Carolis, | Marcatori |  |

| Arbitro: | Branzoni (Pavia) |

|                            |           |                                     |
| D'Isidoro 30’ Scudieri 80’ | Marcatori | 64’ Impagliazzo (r) 66’, 82’ Fabris |

## Statistiche
Statistiche aggiornate al 22 ottobre 2011

### Statistiche di squadra
| Competizione | Punti | In casa | In casa | In casa | In casa | In casa | In casa | In trasferta | In trasferta | In trasferta | In trasferta | In trasferta | In trasferta | Totale | Totale | Totale | Totale | Totale | Totale | DR  |
| Competizione | Punti | G       | V       | N       | P       | Gf      | Gs      | G            | V            | N            | P            | Gf           | Gs           | G      | V      | N      | P      | Gf     | Gs     | DR  |
| ------------ | ----- | ------- | ------- | ------- | ------- | ------- | ------- | ------------ | ------------ | ------------ | ------------ | ------------ | ------------ | ------ | ------ | ------ | ------ | ------ | ------ | --- |
| Serie C2     | 34    | 17      | 12      | 5       | 0       | 22      | 2       | 17           | 4            | 9            | 4            | 11           | 14           | 34     | 16     | 14     | 4      | 32     | 15     | +17 |
| Coppa Italia | -     | 3       | 1       | 0       | 2       | 3       | 3       | 3            | 0            | 2            | 1            | 0            | 1            | 6      | 1      | 2      | 3      | 3      | 4      | -1  |
| Totale       | 34    | 20      | 13      | 5       | 2       | 25      | 8       | 20           | 4            | 11           | 5            | 11           | 14           | 40     | 17     | 16     | 7      | 35     | 19     | +16 |

### Statistiche dei giocatori
| Giocatore       | Serie C2 | Serie C2 | Coppa Italia | Coppa Italia | Altro    | Altro | Totale   | Totale |
| Giocatore       | Presenze | Reti     | Presenze     | Reti         | Presenze | Reti  | Presenze | Reti   |
| --------------- | -------- | -------- | ------------ | ------------ | -------- | ----- | -------- | ------ |
| M. Andreotti    | 31       | 1        | -            | -            | -        | -     | 31       | 1      |
| M. Capone       | 23       | 1        | -            | -            | -        | -     | 23       | 1      |
| A. Cracchiolo   | 16       | 0        | -            | -            | -        | -     | 16       | 0      |
| T. De Carolis   | 27       | 5        | -            | -            | -        | -     | 27       | 5      |
| C. De Siato     | 2        | 0        | -            | -            | -        | -     | 2        | 0      |
| M. D'Urso       | 33       | 1        | -            | -            | -        | -     | 33       | 1      |
| F. Fabris       | 29       | 8        | -            | -            | -        | -     | 29       | 8      |
| M. Ferrari      | 8        | 0        | -            | -            | -        | -     | 8        | 0      |
| M. Giua         | 17       | 1        | -            | -            | -        | -     | 17       | 1      |
| L. Gonano       | 12       | 0        | -            | -            | -        | -     | 12       | 0      |
| F. Impagliazzo  | 32       | 3        | -            | -            | -        | -     | 32       | 3      |
| A. Liucci       | 29       | 4        | -            | -            | -        | -     | 29       | 4      |
| G. Martusciello | 32       | 2        | -            | -            | -        | -     | 32       | 2      |
| G. Monti        | 30       | 1        | -            | -            | -        | -     | 30       | 1      |
| G. Nanni        | 34       | -15      | -            | -            | -        | -     | 34       | -15    |
| S. Russo        | 26       | 1        | -            | -            | -        | -     | 26       | 1      |
| M. Tomasino     | 15       | 3        | -            | -            | -        | -     | 15       | 3      |
| E. Turcheschi   | 9        | 0        | -            | -            | -        | -     | 9        | 0      |
| A. Veronici     | 33       | 0        | -            | -            | -        | -     | 33       | 0      |